# US-K
US-K et US-KS constituent la première génération de satellites d'alerte précoce soviétiques puis russes développée dans le cadre du programme Oko. 86 satellites US-K ont été placés sur une Orbite de Molnia entre 1972 et 2010 et 7 satellites UK-KS, très proches dans leur conception ont été placés en orbite géostationnaire entre 1975 et 1997. Les US-K et US-KS peuvent uniquement détecter les tirs de missiles balistiques sol-sol. Le système ne devient opérationnel qu'en 1980. Les US-KS sont remplacés par les US-KMO, capables également de détecter les tirs de missiles balistiques mer-sol et dont le premier exemplaire est placé en orbite en 1991.  Après une décennie de bon fonctionnement, la couverture assurée par ces satellites, n'est plus que partielle au début des années 1990 du fait d'une diminution du rythme des lancements. Les satellites US-K doivent être remplacés à compter de 2015 par une nouvelle génération de satellites baptisés Toundra.

## Historique
Les premiers travaux des soviétiques sur un système d'alerte précoce capable de détecter le lancement d'un missile balistique intercontinental débutent en 1965 au sein de l'OKB-41. Le programme Oko débouche sur la réalisation des satellites d'alerte précoce US-K. Ceux-ci sont lancés sur une Orbite de Molnia très excentrique de 39 700 × 600 km qui nécessite la présence de 4 satellites régulièrement répartis pour permettre une observation continue de la zone visible depuis l'orbite (un peu plus d'un tiers de la planète). Du fait des limitations des détecteurs infrarouge soviétiques, les satellites ne peuvent observer les départs des missiles que sous un angle rasant, lorsque la Terre ne se trouve pas en arrière-plan. Le premier lancement a lieu le 19/9/1972. En tout 86 satellites sont lancés entre 1972 et 2010 par le lanceur Molnia depuis le cosmodrome de Plessetsk,.

### Les satellites US-KS
Pour compléter les observations des satellites US-K, les US-KS, aux caractéristiques identiques, sont placés à partir de 1984 en orbite géostationnaire où ils occupent la longitude 24° leur permettant d'observer le territoire américain. Pour pouvoir atteindre l'orbite géostationnaire, ils sont lancés par un lanceur Proton-K/bloc DM depuis le cosmodrome de Baïkonour. Sept satellites de ce type sont lancés entre 1975 et 1977,.

## Efficacité du dispositif
Au départ le programme rencontre des problèmes de fiabilité et sur les 13 premiers satellites US-K lancés entre 1972 et 1979 seuls 7 fonctionnent plus de 100 jours. Le système ne permet à l'Union soviétique de disposer d'une couverture partielle continue qu'à partir de 1980,. Encore celle-ci est-elle limitée aux missiles sol-sol passant par le pôle nord. En effet les satellites US-KMO, lancés pour compléter le dispositif (voir paragraphe infra), ne seront jamais suffisamment nombreux pour être efficace. À compter des années 1990 le rythme des lancements des US-K diminue et une couverture permanente ne peut plus être assurée. En février 2001, à la suite d'un nouveau lancement, la Russie réussit à nouveau à disposer d'une flotte minimale (4 satellites en Orbite de Molnia et 1 satellite en orbite géostationnaire). Mais le mois suivant l'incendie du centre de contrôle situé à Kalouga entraine une perte temporaire du contrôle des satellites dont trois dérivent trop pour pouvoir être récupérés. Depuis cette date la Russie ne dispose plus d'une couverture continue,.

## Caractéristiques techniques
Les satellites US-K et US-KS ont la forme d'un cylindre de 2 mètres de haut pour 1,7 mètre de diamètre. Leur masse est de 1 250 kg à vide et de 2 400 kg avec le plein d'ergols. La charge utile est constituée par un télescope infrarouge de 50 cm de diamètre chargé de détecter la signature d'un missile balistique en pleine ascension. Le télescope comporte un pare-soleil conique de 4 mètres de diamètre. Cet instrument est complété par plusieurs petits télescopes grand angle. La charge utile pèse en tout 350 kg. La plateforme comprend deux ensembles de panneaux solaires fournissant 2,8 kW d'énergie. Le satellite est stabilisé 3 axes. Le maintien de l'orientation est assuré à l'aide de 16 petites propulseurs à ergols liquides tandis que les corrections d'orbite qui interviennent tous les 80 jours sont réalisées par quatre moteurs-fusées plus puissants. Le satellite est construit par Lavotchkine. Sa durée de vie nominale est de 3 à 4 ans.

## Les générations suivantes: les satellites US-KMO et Toundra
Une seconde génération de satellites, baptisés US-KMO, aux caractéristiques proches des US-KS mais capables de détecter les lancements de missiles avec la Terre en arrière-plan est développée par Lavotchkine dans les années 1980. Ces satellites peuvent théoriquement détecter les lancements des missiles balistiques mer-sol mais le nombre de satellites opérationnels ne sera jamais suffisant pour assurer une couverture complète. Le premier lancement est effectué en 1991. Huit satellites ont été lancés entre 1991 et 2012. Les US-K et US-KMO devraient être remplacés à compter de 2015 par une nouvelle génération de satellites baptisée Toundra.

## Historique des lancements

### US-K
Les 86 satellites US-K  ont été placés sur une Orbite de Molnia par un lanceur Molnia tiré depuis le cosmodrome de Plessetsk.

### US-KS
Les 7 satellites US-KS  ont été placés sur une orbite géostationnaire par un lanceur Proton-K/bloc DM tiré depuis le cosmodrome de Baïkonour.
| Désignation | Date lancement    | Référence COSPAR | Statut       | Commentaire |
| ----------- | ----------------- | ---------------- | ------------ | ----------- |
| Cosmos 775  | 8 octobre 1975    | 1975-097A        | Hors service |             |
| Cosmos 1546 | 29 mars 1984      | 1984-031A        | Hors service |             |
| Cosmos 1629 | 21 février 1985   | 1985-016A        | Hors service |             |
| Cosmos 1894 | 28 octobre 1987   | 1987-091A        | Hors service |             |
| Cosmos 2155 | 13 septembre 1991 | 1991-064A        | Hors service |             |
| Cosmos 2209 | 10 septembre 1992 | 1992-059A        | Hors service |             |
| Cosmos 2345 | 14 aout 1997      | 1997-041A        | Hors service |             |